# 19 Cephei
19 Cephei, som är stjärnans Flamsteed-beteckning, är en multipelstjärna i den södra delen av stjärnbilden Cepheus. Den har en skenbar magnitud på ca 5,08 och är svagt synlig för blotta ögat där ljusföroreningar ej förekommer. Baserat på parallaxmätning inom Hipparcosuppdraget på ca 1,6 mas, beräknas den befinna sig på ett avstånd på ca 2 100 ljusår (ca 632 parsek) från solen. Den rör sig närmare solen med en heliocentrisk radialhastighet på ca -13 km/s. Stjärnan ingår i Cepheus OB2, en OB-förening av massiva stjärnor som ligger ca 615 parsek (2 010 ljusår) från solen.

## Egenskaper
19 Cephei A är en blå superjättestjärna av spektralklass O9 Ib. Spektrumet visar variation hos linjeprofilen i tim- och dygnsskala, vilket antas bero på förändringarna i stjärnvinden. Den har en massa som är ca 20 gånger solens massa, en radie som är ca 17 gånger större än solens och utsänder ca 224 000 gånger mera energi än solen från dess fotosfär vid en effektiv temperatur på ca 33 000 K.
Kataloger över  dubbelstjärnor listar flera följeslagare för 19 Cephei. Washington Double Star Catalog beskriver fyra följeslagare, två av 11:e magnituden separerade med 20 och 56 bågsekunder, och två av 15:e magnituden 4-5 bågsekunder bort. The Catalog of Components of Double and Multiple Stars har dock endast de två av 11:e magnituden. En spridd grupp av svaga stjärnor har observerats i anslutning till 19 Cephei. De ljusaste troliga medlemmarna i gruppen, bortsett från 19 Cephei själv, är stjärnor av 10:e magnituden.